# Paltynosa
Paltynosa (rum. Păltinoasa) – wieś w Rumunii, w okręgu Suczawa, w gminie Paltynosa. W 2011 roku liczyła 2509 mieszkańców. 